# F-27 (película)
F-27 es una película peruana dirigida por Willy Combe y estrenada el 4 de diciembre de 2014. Está inspirada en la tragedia aérea del equipo de fútbol de Alianza Lima, ocurrida en 1987, y explota las leyendas surgidas en torno a dicho acontecimiento.
Se pudo ver por la plataforma Amazon Prime Video.

## Sinopsis
El 8 de diciembre de 1987 un avión Fokker-27 de la Marina de Guerra del Perú traslada de Pucallpa a Lima a los jugadores, cuerpo técnico y algunos barristas del Club Alianza Lima. Estando ya cerca del aeropuerto, el avión se estrella en el mar de Ventanilla, muriendo todos sus ocupantes a excepción del piloto Rigoberto Vilar, quien no llega a dar declaraciones a la prensa y desaparece misteriosamente.
Veintisiete años después, unos pescadores naufragan y se refugian en una caverna marina, donde encuentran una osamenta humana. El rescate de los pescadores es cubierto por los medios de información, quienes especulan la posibilidad de que los restos humanos hallados sean de uno de los ocupantes del Fokker siniestrado en 1987. Renacen entonces las leyendas acerca de lo que realmente ocurrió en aquel día luctuoso.

## Reparto
- Óscar López Arias como el periodista Eduardo Morán.
- Karina Jordán como la antropóloga forense Laura Pinillos.
- Franco Cabrera como el barrista Víctor Rodríguez.
- Hernán Romero como Milton, el jefe de antropología forense.
- Pilar Brescia como Estela, la madre de uno de los futbolistas de Alianza Lima.
- Óscar Carrillo como el piloto Rigoberto Vilar.
- Ricardo Mejía como el Director Técnico.
- Jesús Delaveaux como Nicanor Sánchez, presentador de noticias.
- Sebastián Rubio como Potrillo, jugador del equipo.
- Gustavo Borjas como Potrillo, jugador del equipo.
- Jaime Dávila como Vicente Morán.
- Paul Ramírez como Ronald Rodriguez.
- Laynol Zabaleta como Eduardo Morán de niño.
- Brando Gallesi como Roberto (niño).
- Alfonso Dibós como el piloto Rigoberto Vilar joven.
- Juan Carlos Morón como el Teniente Morales.